# 208 Lacrimosa
Lacrimosa /lækrɪˈmoʊsə/ (định danh hành tinh vi hình: 208 Lacrimosa) là một tiểu hành tinh kiểu S, ở vành đai chính. Nó là một trong các tiểu hành tinh lớn nhất trong nhóm tiểu hành tinh Koronis. Ngày 21 tháng 10 năm 1879, nhà thiên văn học người Áo Johann Palisa phát hiện tiểu hành tinh Lacrimosa khi ông thực hiện quan sát ở Pola và đặt tên nó theo tên Lacrimosa (Đức Mẹ sầu bi = Đức Mẹ Maria buồn sầu vì con là Giêsu bị giết chết)